# Mondoni
Mondoni est une localité et une plantation du Cameroun située dans le département du Fako et la Région du Sud-Ouest. Elle fait partie de la commune de Tiko.

## Géographie
La localité de Mondoni est située sur la rive gauche du fleuve Moungo, et au nord de la route nationale 3 (axe Douala-Limbé), à 22 km au nord-ouest du chef-lieu communal Tiko. 

## Économie
En 1972, la plantation de palmiers s'étend sur 3 852 ha pour 1 009 travailleurs permanents.